# Fredrik Johan Wiik

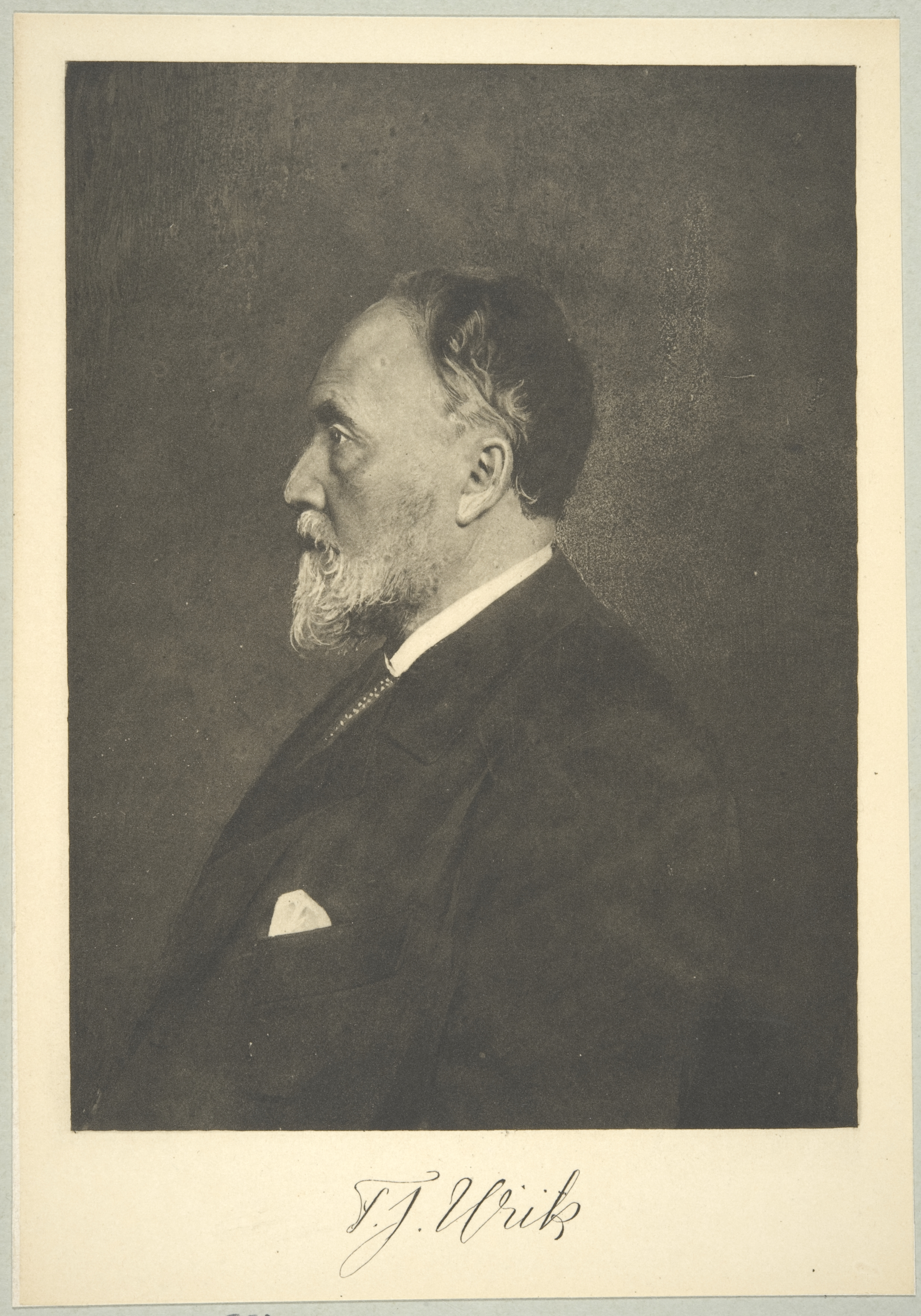
Fredrik Johan Wiik (1839-1909) från "Minnestal över professoren Johan Fredrik Wiik" 1911 av Wilhelm Ramsay (1865-1928)

Fredrik Johan Wiik, född 16 december 1839 i Helsingfors, död 15 juni 1909, var en finländsk geolog och mineralog.
Wiik blev student 1859 och filosofie licentiat 1865 samt utnämndes 1867 till docent i mineralogi och geologi. Som sådan förestod han lärostolen i dessa ämnen till 1877, då han blev ordinarie professor, den förste i dessa vetenskaper vid Helsingfors universitet (professuren inrättades dock redan 1852). Största delen av sin vetenskapliga verksamhet ägnade Wiik åt att utforska Finlands geologiska förhållanden. Bland hans arbeten kan nämnas Helsingforstraktens geognosi (1865) och Öfversikt af Finlands geologiska förhållanden (1876), det första försöket till en vetenskaplig sammanställning av alla kända iakttagelser i detta ämne.
Wiik pubicerade många av sina senare geologiska uppsatser, däribland hans viktiga "mineralogiska meddelanden", i Finska Vetenskapssocietetens skrifter. Han framförde även en originell teori om kristallernas molekylära struktur; han tänkte sig, att kristallstrukturen och kristallformerna väsentligen förutsattes av atomernas inbördes lägen i molekylen. Under sina sista levnadsår var han främst inriktad på att utveckla en "triadisk-monistisk världsåskådning" och publicerade även ett par artiklar om denna.